# NGC 7575
NGC 7575 este o galaxie situată în constelația Peștii. A fost descoperită în 29 august 1864 de către Albert Marth.